# حامة مولاي يعقوب
حامّة مولاي يعقوب بمدينة فاس هي محطة حرارية ذات الشهرة العالمية بإقليم مولاي يعقوب بالمغرب. توجد حامّة مولاي يعقوب وسط سلسلة من التلال القريبة من سلسلة جبال الريف وتبعد عن مدينة فاس بنحو عشرين كيلو مترا.
تعتبر حامة مولاي يعقوب أول حامة عصرية في المغرب بمواصفات دولية بعد أن أنشئت بها محطة طبية ومعدنية جديدة أواخر الثمانينات من القرن الماضي وتضم عدة مرافق حديثة من مسابح ومغاطس وحمامات وقاعات للترويض الطبي.
أثبتت بعض التحليلات الطبية والمختبرية التي أجريت من طرف خبراء مغاربة وأجانب أن مياه مولاي يعقوب التي تنبع من عمق يناهز 1200م من باطن الأرض وتصل حرارتها إلى 54 درجة عند خروجها إلى السطح تحتوي على عدة عناصر كيماوية كالكبريت والملح وعلى خصائص فيزيائية مهمة ذات النشاط الإشعاعي الطبيعي مما يجعلها ذات فعالية كبيرة في علاج الأمراض الجلدية وبعض أنواع الروماتيزم، ولهذا يقصد الحامة عدد كبير من السكان المحليين والأجانب من أجل العلاج والاسترخاء مما جعل شهرتها تتجاوز المحلية إلى العالمية.

## وصلات داخلية
- إقليم مولاي يعقوب
- فاس
- حامة عين الله
- حامة سيدي حرازم

## هوامش و مصادر
1. 1 2  المجلس العلمي لإقليم مولاي يعقوب